# Quốc huy Liban
Quốc huy Liban (tiếng Ả Rập: شعار لبنان) gồm một tấm khiên cong có viền đỏ và nền trắng, ở giữa có cây tuyết tùng Liban màu xanh. Nó rất giống quốc kỳ Liban. Nó được thông qua là quốc huy của nước Cộng hòa Liban năm 1943.